# Žďárec
Žďárec je obec v okrese Brno-venkov v Jihomoravském kraji. Rozkládá se v Křižanovské vrchovině, přibližně dvanáct kilometrů severozápadně od Tišnova. Žije zde 387 obyvatel. Obec se člení na tři části, Žďárec (vlastní katastrální území), Ostrov (v k. ú. Žďárec) a Víckov (vlastní k. ú.). Funguje tu základní a mateřská škola se školní jídelnou a družinou, pohostinství na náměstí, pošta, ordinace lékaře, truhlářství, kadeřnictví, pila, malířství a opravna vozidel.

## Historie
První písemná zmínka o obci pochází z roku 1358.
Do žďárecké školy docházel ve 40. letech 20. století z nedalekého Havlova budoucí československý a český prezident Václav Havel. Na jeho počest byla škola při slavnostním zahájení školního roku v září 2013 přejmenována na Základní školu a Mateřskou školu Václava Havla.
K 1. lednu 2005 byla obec Žďárec společně s dalšími 23 obcemi převedena z okresu Žďár nad Sázavou (Kraj Vysočina) do okresu Brno-venkov (Jihomoravský kraj).

## Obyvatelstvo
| Rok            | 1869 | 1880 | 1890 | 1900 | 1910 | 1921 | 1930 | 1950 | 1961 | 1970 | 1980 | 1991 | 2001 | 2011 | 2021 |
| -------------- | ---- | ---- | ---- | ---- | ---- | ---- | ---- | ---- | ---- | ---- | ---- | ---- | ---- | ---- | ---- |
| Počet obyvatel | 475  | 552  | 505  | 564  | 609  | 600  | 574  | 460  | 412  | 387  | 381  | 344  | 354  | 378  | 347  |
| Počet domů     | 67   | 70   | 74   | 87   | 96   | 98   | 101  | 111  | 104  | 97   | 101  | 110  | 140  | 149  | 145  |

Vývoj počtu obyvatel obce Žďárec
| Rok            | 1869 | 1880 | 1890 | 1900 | 1910 | 1921 | 1930 | 1950 | 1961 | 1970 | 1980 | 1991 | 2001 | 2011 | 2021 |
| -------------- | ---- | ---- | ---- | ---- | ---- | ---- | ---- | ---- | ---- | ---- | ---- | ---- | ---- | ---- | ---- |
| Počet obyvatel | 319  | 390  | 365  | 423  | 444  | 421  | 416  | 345  | 293  | 268  | 281  | 274  | 285  | 334  | 311  |
| Počet domů     | 44   | 46   | 48   | 60   | 67   | 68   | 71   | 78   | —    | 70   | 74   | 85   | 104  | 116  | 117  |

Vývoj počtu obyvatel části obce Žďárec

## Pamětihodnosti
- farní kostel svatého Petra a Pavla – gotické fresky
- zaniklý hrad jihozápadně od vsi (již na katastru Rojetína)
- V lese nedaleko obce se nachází usedlost Havlov, kde strávil část svých dětských let pozdější prezident Václav Havel.[7]
- Na místním hřbitově se nachází hrob spisovatelky Anny Pammrové a její dcery Almy.

## Galerie

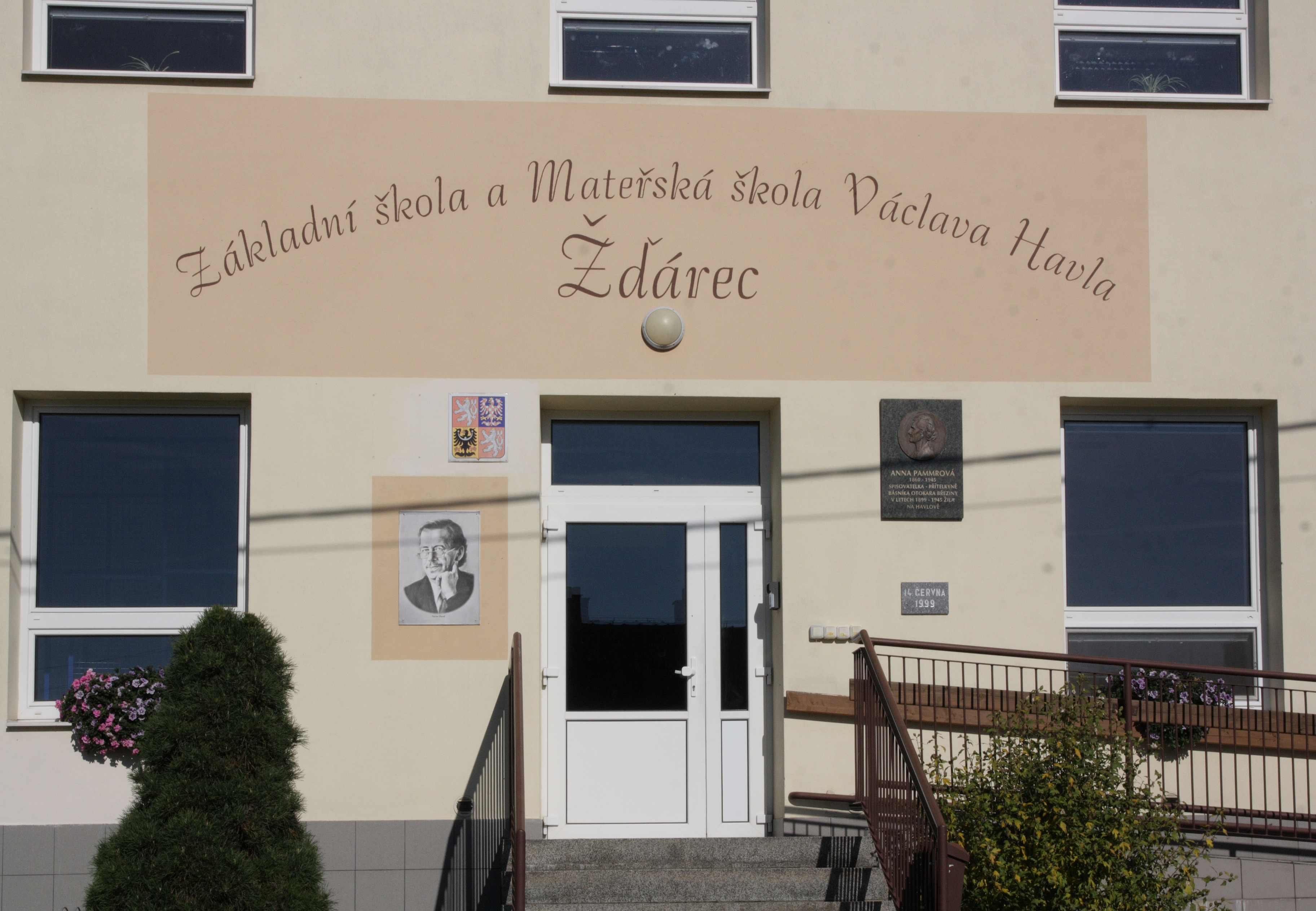
vstupní část základní a mateřské školy Václava Havla
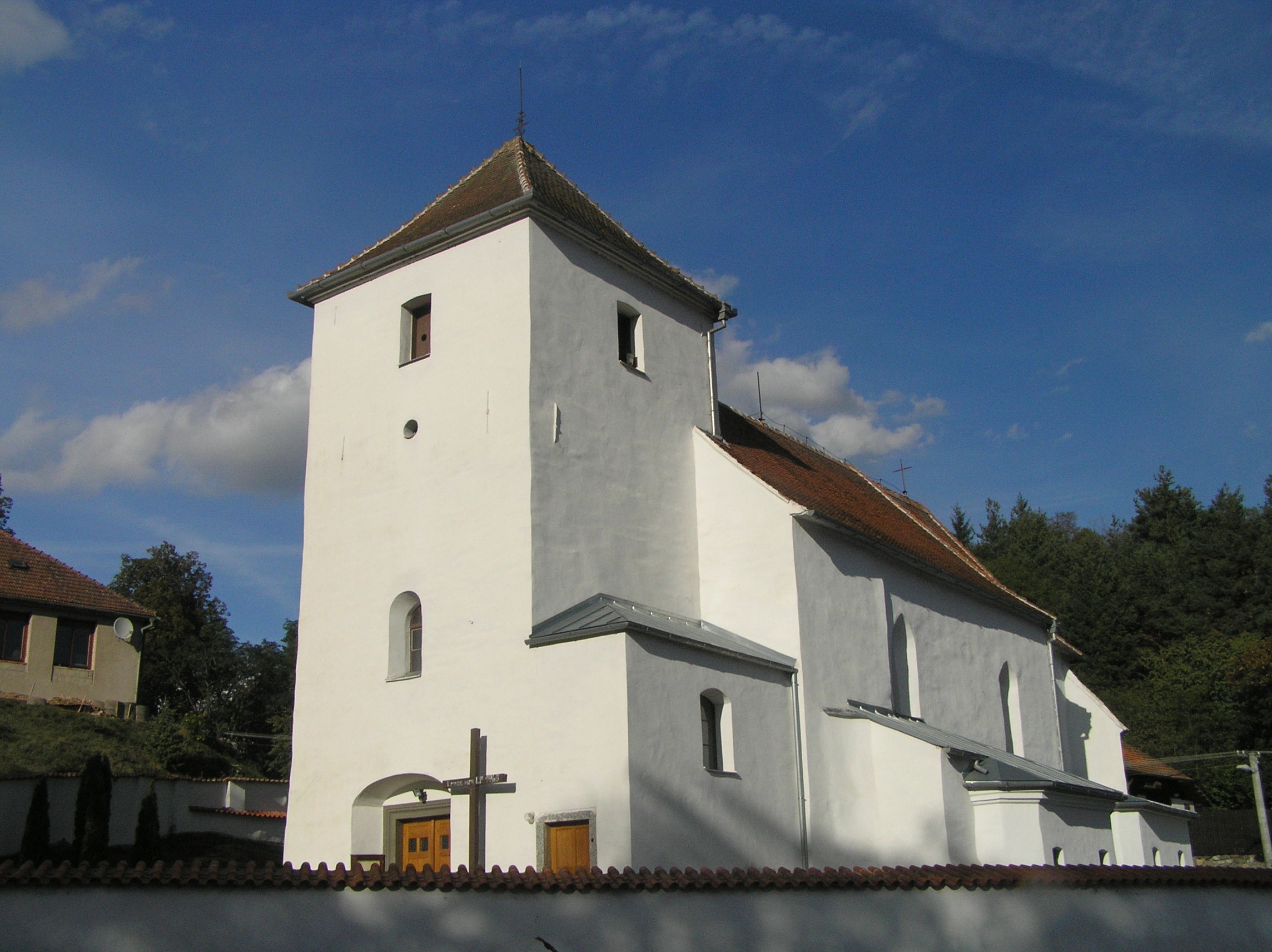
kostel svatého Petra a Pavla
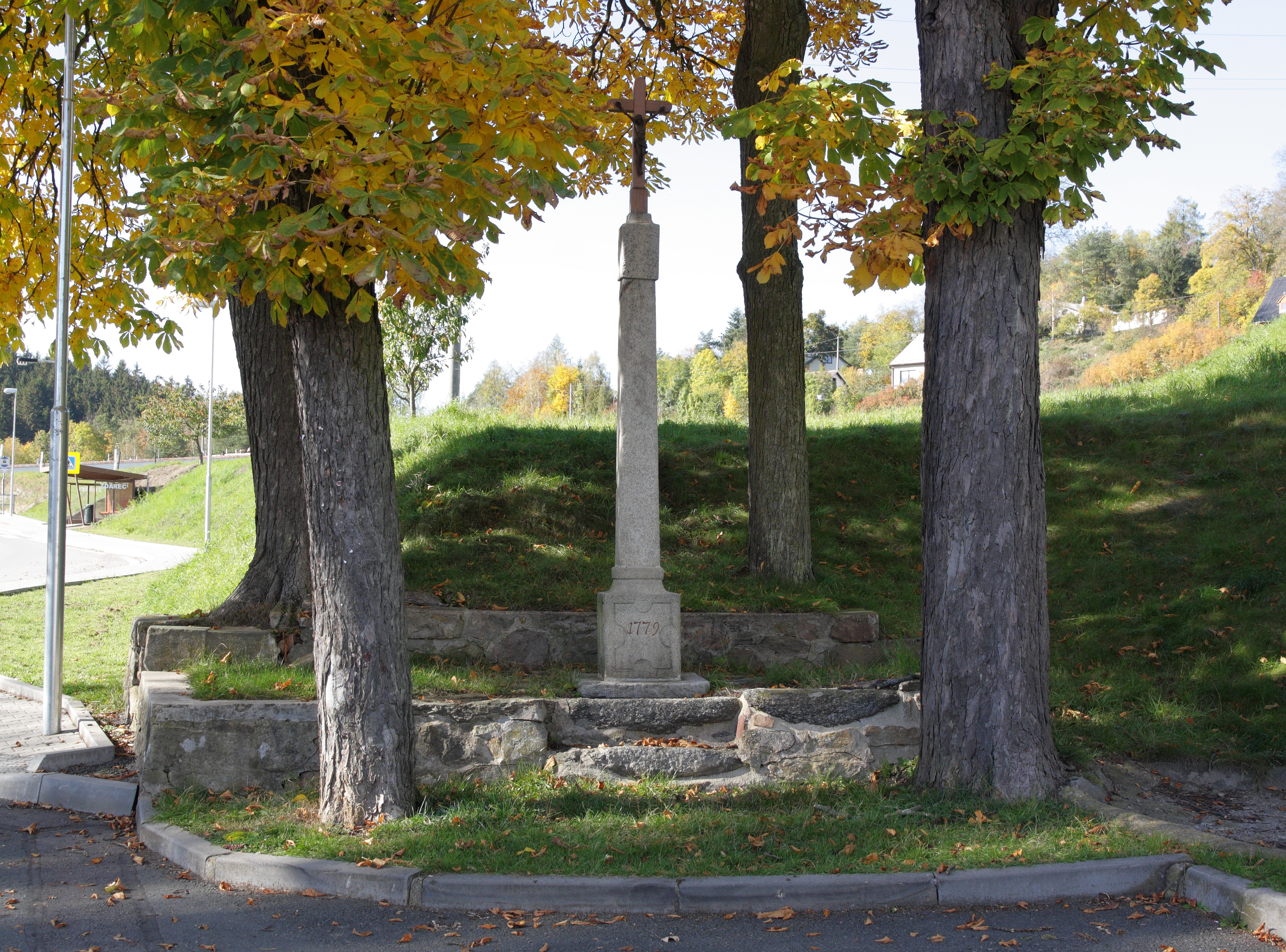
boží muka s křížem před kostelem
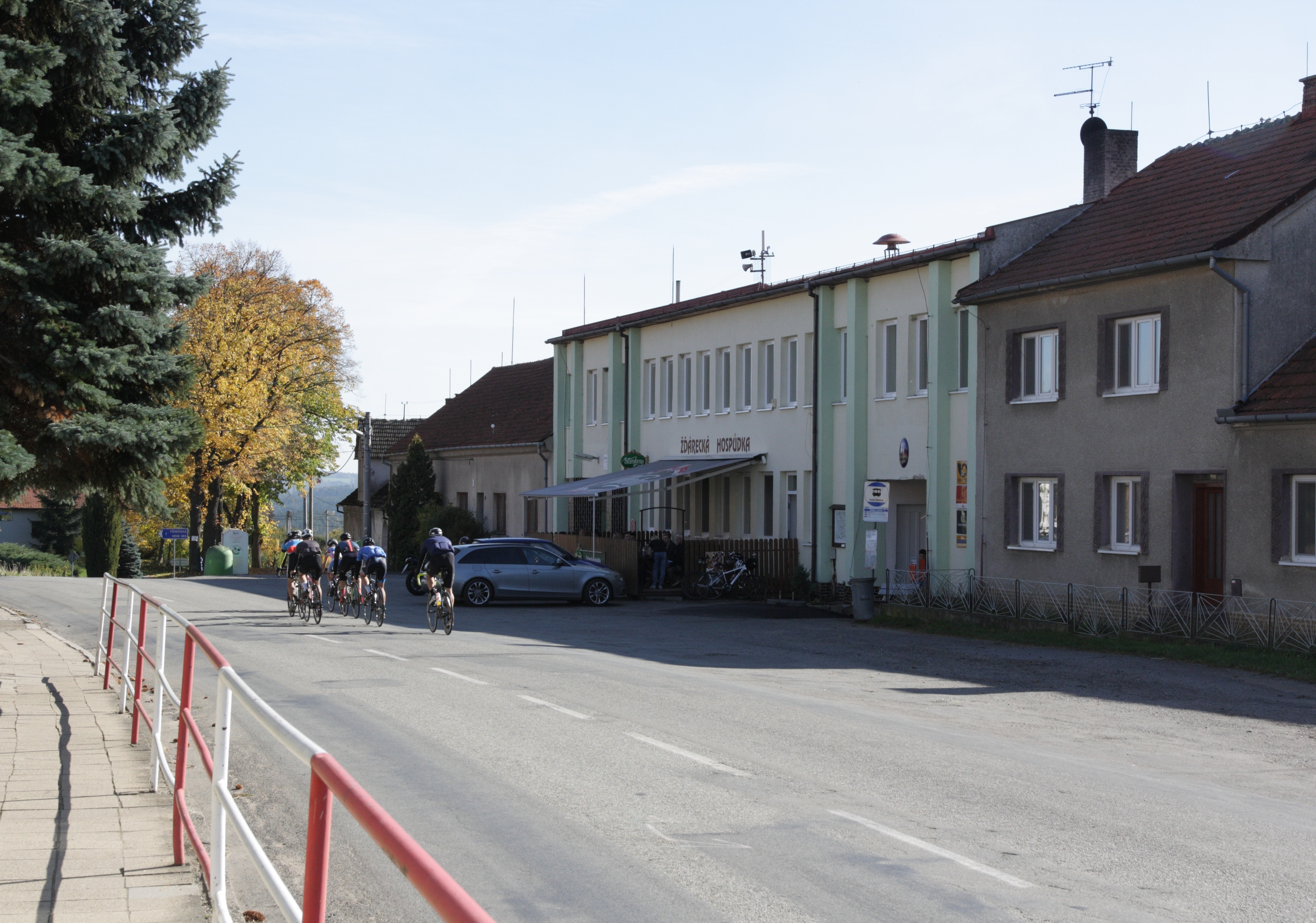
náves s hospodou
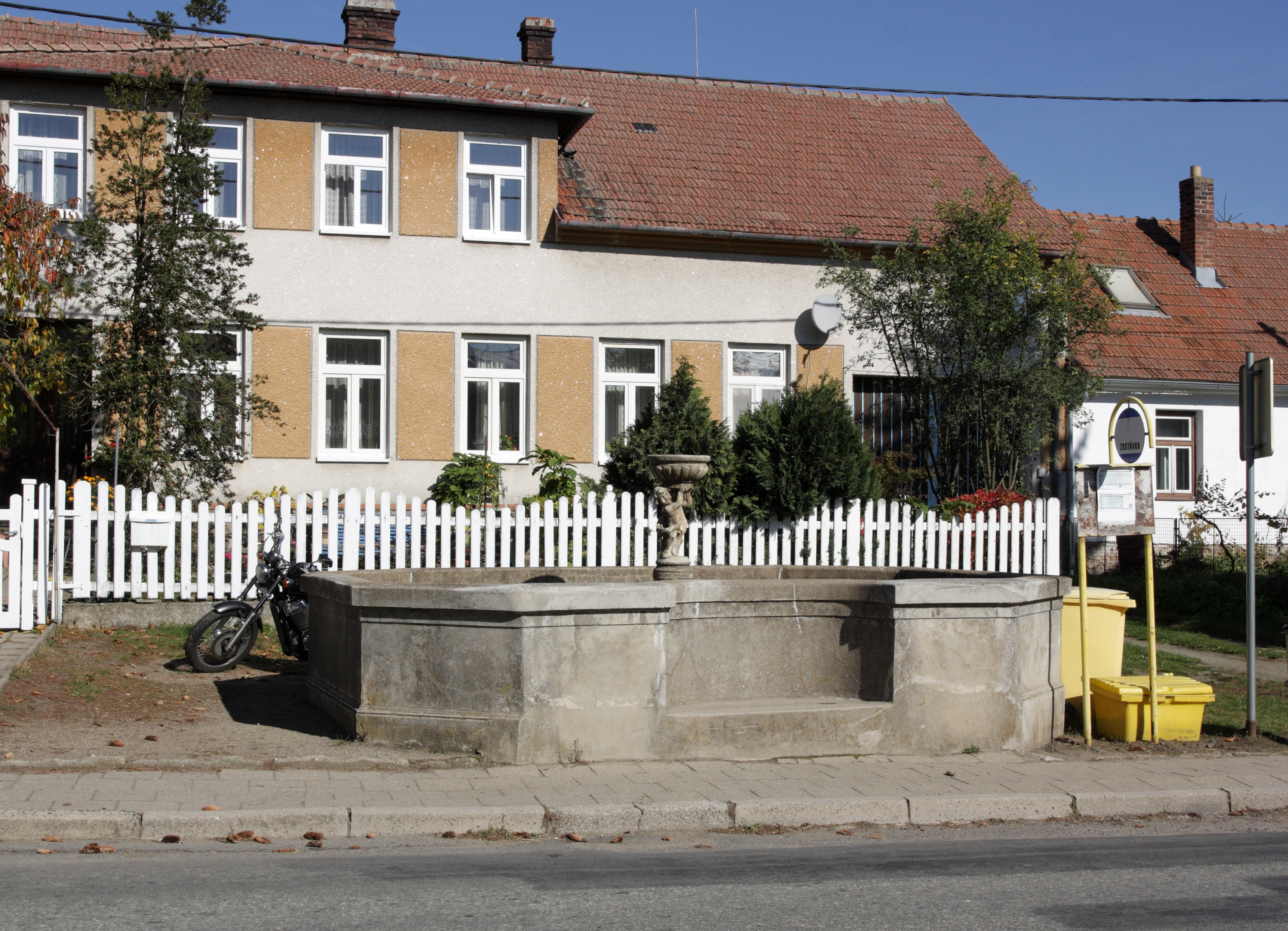
kašna na návsi